# Oritoniscus henrici
Oritoniscus henrici är en kräftdjursart som beskrevs av Albert Vandel1957. Oritoniscus henrici ingår i släktet Oritoniscus och familjen Trichoniscidae. Inga underarter finns listade i Catalogue of Life.